# ایکس‌او-۲ (ستاره)
ایکس‌او-۲ (ستاره) یک ستاره است که در صورت فلکی سیاه‌گوش قرار دارد.